# Шанырак

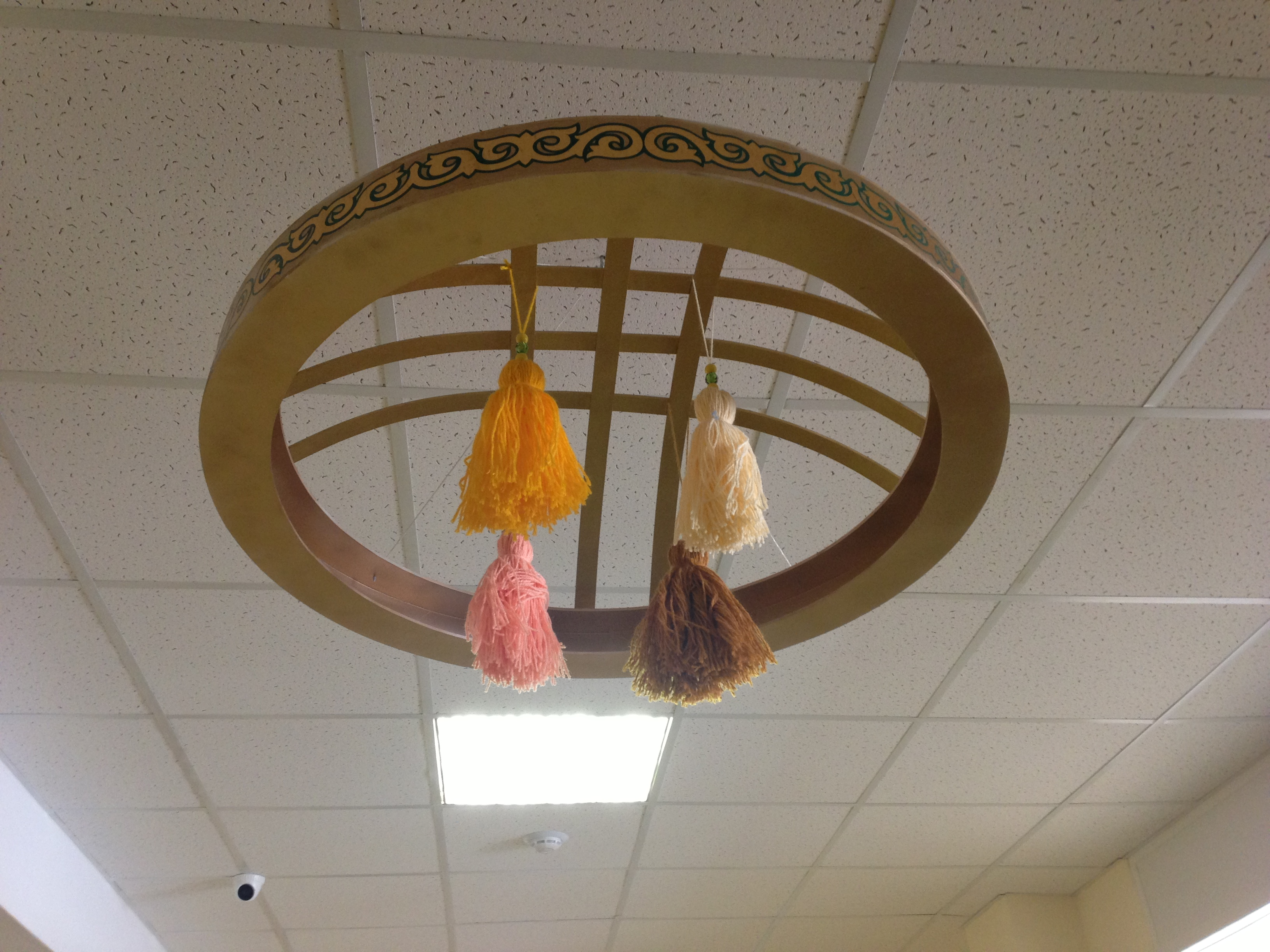
Имитация в интерьере

Шанырак, тундюк, тюндюк (каз. шаңырақ, кирг. түндүк, бур. и монг. тооно, баш. сағыраҡ, чув. шăнăркă, тув. хараача) — конструктивный элемент, увенчивающий купол юрты в виде решетчатой крестовины, вписанной в обод. Предназначен для удерживания боковых элементов купола — уыков и создания проёма для попадания солнечного света и выхода дыма от очага.

## Устройство
Шанырак представляет собой деревянный обод c выпуклой решёткой внутри. С внешней стороны обода имеются отверстия для кровельных жердей «уук».

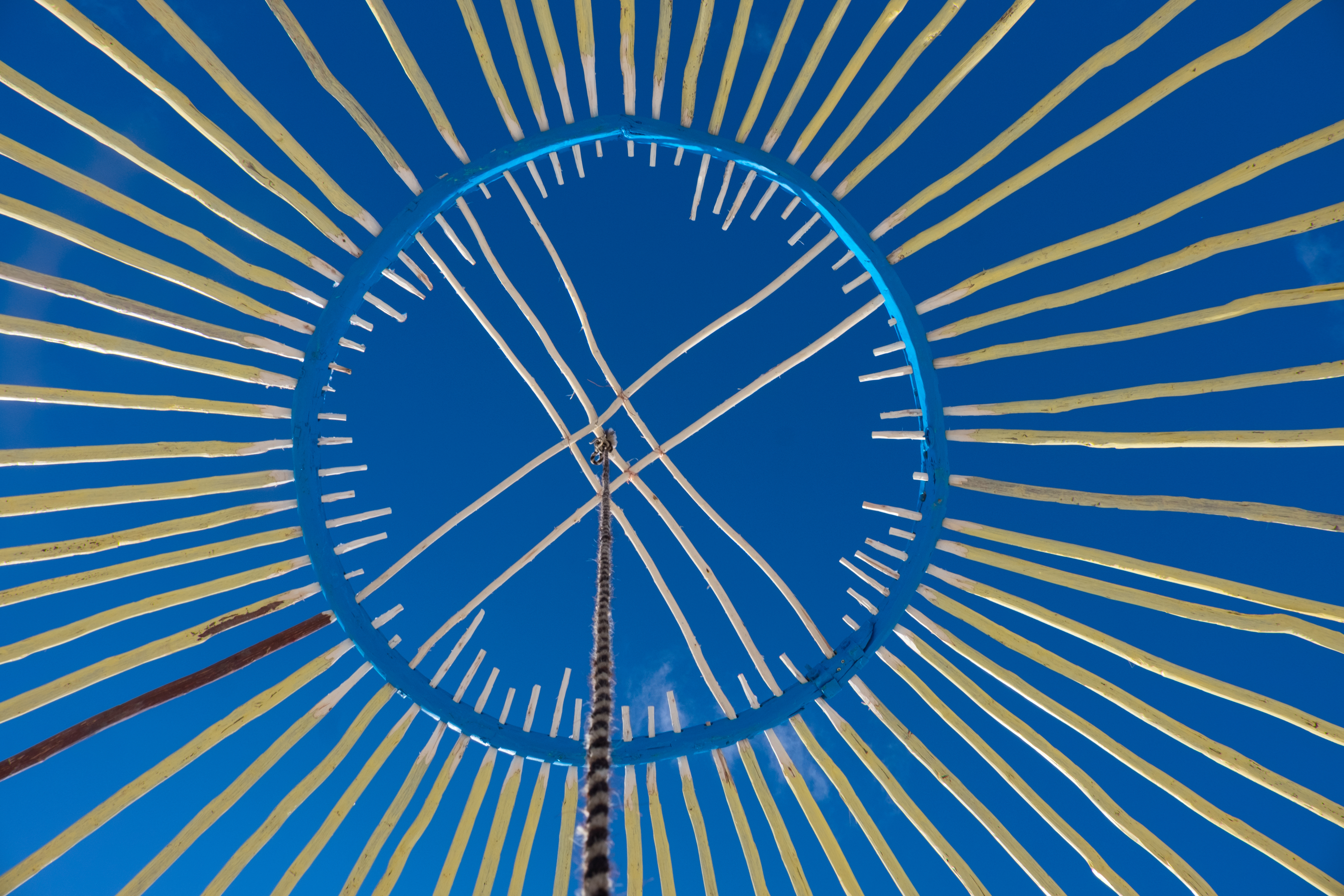
Казахский шанырак
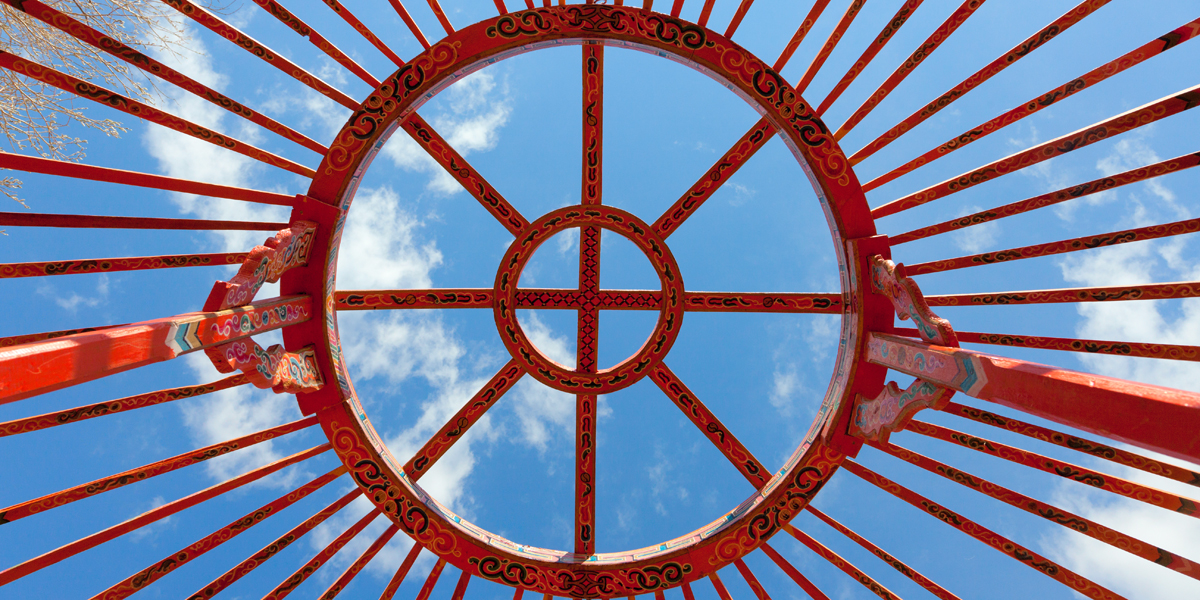
Монгольское тооно

## Народные обычаи
У казахов шанырак являлся семейной реликвией, признаком продолжения рода. Ни в коем случае его нельзя было переворачивать, ронять. У казахов сын, получавший шанырак в наследство, назывался «шаңырақ иесі» («хранитель шанырака»).
С шаныраком связано много обрядов, поверий, поговорок и т. п. «Говори, посматривая на шанырак» («Шаңыраққа қарап сөйле») — так говорили тем, кто вёл себя в чужой юрте неподобающе, разговаривал слишком громко. Если на шанырак попадает кровь, то такой шанырак раскалывают и сжигают в огне. В противном случае нечисть не покинет этот дом.

## В геральдике
Шанырак изображён на государственном флаге Кыргызстана, на гербах Казахстана и монгольского аймака Баян-Улгий, подавляющее большинство населения в котором составляют казахи, а также на гербе Кызыла 2005 года.

Флаг Кыргызстана
Герб Казахстана
Герб Баян-Улгия
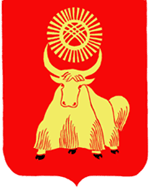
Герб Кызыла (2005—2016)
Флаг Ошской области
Флаг Джалал-Абадской области